# Euxoa sagittaria
Euxoa sagittaria är en fjärilsart som beskrevs av Karl Schawerda 1925. Euxoa sagittaria ingår i släktet Euxoa och familjen nattflyn. Inga underarter finns listade i Catalogue of Life.